# 大阪市立北恩加島小学校
大阪市立 北恩加島小学校（おおさかしりつ きたおかじま しょうがっこう）は、大阪府大阪市大正区にある公立小学校。

## 沿革
現在の大正区の区域（当時は西区の一部）では大正時代頃に急速な工業化が進み、それに伴い工場で働く労働者とその家族が多く移住して地域人口が増加した。
地域の児童数の増加により、泉尾第一（現在の泉尾東）・泉尾第二（現在の泉尾北）の各小学校の校区の一部を分離し、1922年に大阪市北恩加島尋常小学校として開校した。
その後も地域の児童数が増加傾向をたどった。開校2年後の1924年には地域に大阪市泉尾第三尋常小学校（現在の大阪市立中泉尾小学校）が新設され、これに伴い従来の校区の一部を泉尾第三校の校区へ変更した。また1933年には大阪市大正尋常高等小学校（1946年廃校）が設置されたことに伴い、校区を再編・縮小している。
1936年2月には火災により校舎を焼失する被害を受けた。復旧までしばらくの間、近隣の泉尾工業学校（現在の大阪府立泉尾工業高等学校）および泉尾第二尋常小学校・泉尾第三尋常小学校の3ヶ所に仮校舎を設置して授業を実施した。
1941年の国民学校令により、大阪市北恩加島国民学校に改称した。1944年以降大阪市の国民学校では学童疎開が実施されることになり、縁故疎開しない児童については学校から集団疎開することになった。大正区の国民学校では徳島県へ集団疎開することになり、北恩加島国民学校の児童は那賀郡富岡町・宝田村・見能林村（いずれも現在の阿南市）への疎開を実施している。
終戦直後の1946年4月1日付には、戦災被害の影響で大阪市内の国民学校の統合・整理が全市的に実施された。これに伴い、近隣の新千歳国民学校と鶴町国民学校の2小学校を休校とし、北恩加島国民学校に統合することになった。
1947年には学制改革が実施され、大阪市立北恩加島小学校に改称した。
1949年には大阪市立鶴町小学校（旧鶴町国民学校）が、大正区新千歳町・旧新千歳国民学校校舎を仮校舎として再開した（1950年元の敷地に移転）。一方で新千歳国民学校は再開することなく廃校となり、学校のあった場所には大正内港が造成されて当時の学校敷地や旧校区の大半は海中に沈むことになった。
1950年代には大正内港造成や地域の盛土工事のため、校区の一部住民が立ち退きの対象となり、代替地として用意された平尾地区に集団移転することになった。集団移転した家庭の児童の教育を図るため、1955年に平尾分校を開設した。平尾分校は1956年に大阪市立平尾小学校として独立している。
1960年代には合唱の盛んな学校として知られた。全日本学生音楽コンクールでは、1967年から1969年まで合唱部門の小学校の部で3年連続優勝していた。NHKのドキュメンタリー番組「現代の映像」の1970年7月10日放送分『空がこんなに青いとは』では、空が煤煙でどんよりと曇り、周囲は工場やトラックの騒音に囲まれる工場地帯であった当時の北恩加島小学校の先生と子供たちが、課題曲「空がこんなに青いとは」の練習に打ち込む風景が描かれている。

### 年表
- 1922年7月 - 大阪市北恩加島尋常小学校として開校。
- 1924年11月 - 従来の校区の一部を、新設の大阪市泉尾第三尋常小学校（現在の大阪市立中泉尾小学校）校区へ分離。
- 1933年2月 - 従来の校区の一部を、新設の大阪市大正尋常高等小学校校区へ分離。
- 1934年9月21日 - 室戸台風で校舎倒壊、9名が死亡。
- 1936年2月 - 校舎火災により焼失。
- 1937年4月1日 - 高等科を併設。大阪市北恩加島尋常高等小学校に改称。
- 1941年4月1日 - 国民学校令により、大阪市北恩加島国民学校に改称。
- 1944年4月 - 高等科を廃止。
- 1944年9月 - 徳島県へ学童集団疎開。
- 1946年4月 - 戦災により、大阪市新千歳国民学校・大阪市鶴町国民学校を統合。
- 1947年4月1日 - 学制改革により、大阪市立北恩加島小学校に改称。
- 1949年4月 - 大阪市立鶴町小学校が独立・再開校。
- 1955年9月 - 平尾町（現・平尾）に分校を開設。
- 1956年4月1日 - 分校が大阪市立平尾小学校として独立開校。
- 1962年 - 現在地に移転。

## 通学区域
- 大阪市大正区 北恩加島、北村、泉尾7丁目（一部）、千島3丁目（一部）。

卒業生は大阪市立大正北中学校に進学する。

## 著名な出身者
- 六代目桂文枝 - 落語家

## 交通
- 大阪シティバス 泉尾四丁目バス停、千島バス停。
- 大阪環状線、Osaka Metro長堀鶴見緑地線 大正駅 南西へ約2km。